# Big Girls Don't Cry
Big Girls Don't Cry er en popsang skrevet af Fergie og Toby Gad i 2007 og inkluderet på hendes album The Dutchess. Det var det fjerde singleudspil fra albummet, og det nåede førstepladsen på hitlisterne i blandt andet USA og Australien.
| Musik | Spire Denne musikartikel er en spire som bør udbygges. Du er velkommen til at hjælpe Wikipedia ved at udvide den. |